# اررين دي كامبوس
اررين دي كامبوس أو إررين دي كامبوس (بالإسبانية: Herrín de Campos)‏ هي بلدية تقع في مقاطعة بلد الوليد، قشتالة وليون، إسبانيا. وفقًا لتعداد عام 2004 (المعهد الوطني للإحصائيات)، يبلغ عدد سكان البلدية 191 نسمة.